# 敬愛大学八日市場高等学校
敬愛大学八日市場高等学校（けいあいだいがくようかいちばこうとうがっこう）は、2020年（令和2年）に創立百年を迎えた県内私立高校の中では最も歴史のある私立高等学校。創立者は長戸路政司、建学の精神は「敬天愛人」である。
2014年（平成26年）に、全日制課程に加えて通信制課程を設置した。
2021年（令和3年）には、創立百周年記念事業を実施した。
また、地域のICT教育先進校として、施設・設備等の教育環境の充実を図ると共に、一人1台パソコン（Chromebook）とGoogle Workspace for Education とのコラボによる時代の進展に対応した教育活動を展開している。
学校法人千葉敬愛学園が運営する敬愛大学の系列校である。

## 沿革
- 1920年4月5日 - 八日市場女学校設立認可。
- 1921年4月1日 - 東敬愛実科女学校と改称。
- 1924年4月1日 - 八日市場敬愛高等女学校と改称。
- 1928年4月1日 - 敬愛家政女学校附設認可。
- 1946年1月21日 - 敬愛女子専門学校設置認可。
- 1948年3月5日 - 学制改革により千葉県敬愛高等学校と改称、普通科、家庭科別科を設置。
- 1950年4月 - 千葉敬愛短期大学開学。
- 1966年4月 - 千葉敬愛経済大学開学。
- 1975年4月1日 - 八日市場敬愛高等学校と改称。
- 1987年12月 - 千葉敬愛経済大学の名称を敬愛大学と改称。
- 2000年4月1日 - 敬愛大学八日市場高等学校と改称し、男女共学となる。
- 2014年4月 - 通信制課程を設置。
- 2021年 - 創立百周年記念事業を実施。

## 学校活動
- 近年、ICT教育の推進に力を入れており、校内Wi-Fiの整備や各教室への電子黒板の設置、Google Workspace for Education による業務の効率化や教育内容の充実・工夫、一人1台PC（Chromebook）の導入など、GIGAスクールを卒業してきた中学生のスムーズな学びの継続を可能としている。
- 男子バレーボール部は男女共学と同時に創部し、県内各種大会では常に上位の成績を収め、平成26年度関東大会に出場。関東私立高等学校バレーボール選手権大会には10年連続出場。

## 併設学校
- 併設校（学校法人長戸路学園）
横芝敬愛高等学校
- 系列校（学校法人千葉敬愛学園）
敬愛大学
敬愛短期大学
敬愛学園高等学校
千葉敬愛高等学校